# Somewhere Only We Know
«Somewhere Only We Know» (en español: «En algún lugar que solo nosotros conocemos») es una canción interpretada por la banda inglesa Keane y su tercer sencillo comercial. Sin embargo es considerado el sencillo principal del álbum debut de estudio, Hopes and Fears (2004) al ser la primera canción del disco. La canción llegó al número 3 en el Reino Unido. En 2005, fue certificado en los Estados Unidos con el disco de oro, y en 2013, recibió el disco de plata en el Reino Unido.
«Somewhere Only We Know» ocupa el puesto 48 de las 100 mejores canciones del siglo XXI de la revista Rolling Stone. También ocupa el puesto 99 de "Las 1000 mejores canciones de siempre" de la revista Q Music.

## Composición y grabación
«Somewhere Only We Know» fue compuesta por Tim Rice-Oxley alrededor de 2001. Según sus palabras, fue compuesta martilleando con su piano y basándose en la canción «Heroes» de David BowiePrimeramente fue tocada en la guitarra, justo antes de que Dominic Scott dejara la banda. Fue grabada como demo en 2001 con piano en lugar de la guitarra. Keane grabó la versión final en 2003 en los Helioscentric Studios, East Sussex para el álbum. Keane tocó esta canción en el histórico concierto «Live 8» en Londres junto con «Bedshaped».

## Información acerca de canciones

### Somewhere Only We Know
Richard Hughes, baterista de Keane, ofreció la siguiente explicación que se encuentra en el sitio de Chris Flynn: «Nos han preguntado que si «Somewhere Only We Know» es acerca de un lugar específico, y Tim ha estado diciendo que para él, o para nosotros individualmente puede ser acerca de un espacio geográfico o un sentimiento; puede significar algo individualmente para cada persona, y la pueden interpretar como una memoria suya... Es tal vez acerca de un tema más que de un mensaje específico... Los sentimientos pueden ser universales, sin ser totalmente específicos para nosotros, o un lugar, o un tiempo...»
- Tempo: 87bpm
- Acorde: A
- Tiempo rítmico: 4/4

### Walnut Tree
La letra habla de la larga espera de alguien a quien nunca llegó, pero Rice-Oxley no ha dado un significado a esta canción. Apareció en la banda sonora «Music from the O.C. Mix Vol.2»
- Tempo: 110bpm
- Acorde: F#
- Tiempo rítmico: 4/4

### Snowed Under
La canción habla de un lugar llamado «Manser's Shaw» en Battle donde la banda solía pasar. La única cara b interpretada en los conciertos durante 2004 a 2006 por su aparición en el CD+DVD de edición especial de Hopes and Fears y por aparecer en la versión japonesa de éste.
- Tempo: 130bpm
- Acorde: F
- Tiempo rítmico: 4/4

## Lista de canciones
Alemania, CD

Lanzado el 26 de marzo de 2004
1. «Somewhere Only We Know»
2. «Snowed Under»

España, CD

Lanzado el 16 de abril de 2004
1. «Somewhere Only We Know»
2. «Walnut Tree»
3. «Somewhere Only We Know» (Video)

UK, 3" CD Pocket

Lanzado el 19 de julio de 2004
1. «Somewhere Only We Know»
2. «Snowed Under»
3. «Somewhere Only We Know» (Tono polifónico)
4. «Snowed Under» (Tono polifónico)
5. «Somewhere Only We Know» (Tono real)
6. «Snowed Under» (Tono real)

RU, 7" Vinil

Lanzado el 16 de febrero de 2004
1. «Somewhere Only We Know»
2. «Snowed Under»

## Posicionamiento en listas y certificaciones
| Lista (2004–2005)                           | Mejor posición |
| ------------------------------------------- | -------------- |
| Alemania (Media Control AG)                 | 55             |
| Bélgica (Flandes) (Ultratop 50)             | 43             |
| Bélgica (Valonia) (Ultratip Bubbling Under) | 6              |
| Dinamarca (Tracklisten)                     | 9              |
| Estados Unidos (Billboard Hot 100)          | 50             |
| Estados Unidos (Adult Top 40)               | 11             |
| Estados Unidos (Modern Rock Tracks)         | 28             |
| Estados Unidos (Pop Songs)                  | 36             |
| Irlanda (IRMA)                              | 30             |
| Países Bajos (Dutch Top 40)                 | 15             |
| Nueva Zelanda (Recorded Music NZ)           | 19             |
| Reino Unido (UK Singles Chart)              | 3              |
| Lista (2011–2012)                           | Mejor posición |
| Francia (SNEP Download Chart)               | 21             |
| Francia (SNEP)                              | 42             |

| País           | Organismo certificador | Certificación  | Ref.  |
| -------------- | ---------------------- | -------------- | ----- |
| Estados Unidos | RIAA                   | Disco de Oro   | [ 3 ] |
| Reino Unido    | BPI                    | Disco de Plata | [ 4 ] |

## Historial de lanzamientos
| País        | Fecha                 |
| ----------- | --------------------- |
| Reino Unido | 16 de febrero de 2004 |
| Europa      | 26 de marzo de 2004   |
| Australia   | 17 de mayo de 2004    |

## Versión de Lily Allen
En 2013, la cantante británica Lily Allen lanzó una versión de la canción. Fue lanzada el 10 de noviembre de 2013 en el Reino Unido como descarga digital a través de Parlophone y Regal Recordings. La canción fue seleccionada como la banda sonora del anuncio navideño de 2013 de John Lewis. La canción alcanzó el número uno en la lista UK Singles Chart, convirtiéndose en su tercer sencillo número uno.
Una parte de los ingresos de las ventas del sencillo fueron donados a la campaña Philippine Typhoon Appeal de Save the Children.

### Video musical
El video de la canción muestra un making of del anuncio de John Lewis.

### Rendimiento en las listas
El 24 de noviembre de 2013, «Somewhere Only We Know» alcanzó el número uno en la lista UK Singles Chart, convirtiéndose así en el tercer sencillo número uno de Lily Allen después de «Smile» (2006) y «The Fear» (2009). A pesar de que la canción estuvo un total de tres semanas no consecutivas en el primer lugar, nunca alcanzó el número uno en el UK Singles Download Chart. Vendió 46 279 copias durante su segunda semana en el número uno, el número más bajo para un número uno después de «Break Your Heart» de Taio Cruz que vendió 42 746 copias en su tercera semana en el número uno en 2009.
La canción también llegó al número uno en Irlanda y alcanzó el Top 5 en Escocia e Israel, además de llegar al número seis en Francia.

### Lista de canciones
Descarga digital

| N.º | Título                   | Duración |  |
| 1.  | «Somewhere Only We Know» | 3:28     |  |

### Créditos y personal
- Tom Chaplin – escritor
- Richard Hughes – escritor
- Tim Rice-Oxley – escritor
- Lily Allen – voz principal
- Paul Beard – productor, arreglista, mezclador, piano, percusión, programación
- Paul Sayer – guitarra acústica
- James Banbury – arreglo de cuerdas
- Joe Kearns – ingeniero y mezclador
- Andy Cook – asistente
- Will Hicks – asistente
- Matt Dougthy – asistente
- Jason Elliot – programación adicional
- Stuart Hawkes – masterización

Créditos adaptados de CD notas individuales.

### Posicionamiento en listas
| \| Listas (2013) \| Mejor posición \| \| ----------------------------------------------- \| -------------- \| \| Bélgica (Flandes) (Ultratip Bubbling Under)[21] \| 12 \| \| Bélgica (Valonia) (Ultratop 50)[22] \| 22 \| \| Euro Digital Songs (Billboard)[23] \| 2 \| \| Francia (SNEP)[24] \| 6 \| \| Irlanda (IRMA)[25] \| 1 \| \| Israel (Media Forest) [26] \| 2 \| \| Escocia (Scottish Singles Sales Chart)[27] \| 3 \| \| Suiza (Schweizer Hitparade)[28] \| 52 \| \| Reino Unido (UK Singles Chart)[29] \| 1 \| |                |
| Listas (2013) | Mejor posición |
| Bélgica (Flandes) (Ultratip Bubbling Under) | 12             |
| Bélgica (Valonia) (Ultratop 50) | 22             |
| Euro Digital Songs (Billboard) | 2              |
| Francia (SNEP) | 6              |
| Irlanda (IRMA) | 1              |
| Israel (Media Forest) | 2              |
| Escocia (Scottish Singles Sales Chart) | 3              |
| Suiza (Schweizer Hitparade) | 52             |
| Reino Unido (UK Singles Chart) | 1              |

### Historial de lanzamientos
| País        | Fecha                   | Formato              | Discográfica |
| ----------- | ----------------------- | -------------------- | ------------ |
| Reino Unido | 10 de noviembre de 2013 | CD, Descarga digital | Warner Music |

## Otras versiones
La canción es la más versionada de las canciones de Keane, con versiones de varios artistas:
- Boyce Avenue, banda estadounidense versionó también esta canción.
- Natasha Bedingfield en el programa de Jo Whiley por la BBC Radio 1.
- Lifehouse en Pepsi Chart
- Laura Michelle Kelly, en el álbum The Storm Inside
- Almighty Records lanzó una versión bajo su hazaña de Deja Vu feat. Tasmin, aparece en Almighty Anthems Vol. 1 and Handbag Heaven: The Ultimate Deja Vu Collection.
- El excantante de Toto Joseph Williams hizo una versión sólo voz y piano para su álbum Smiles.
- Una versión realizada por Travis, basada en la canción, pero con diferentes letras, se titula «After Mark and Lard Go».
- Una versión fue realizada por Blake Lewis en American Idol
- Una versión fue realizada por Stacey Solomon en The X Factor en octubre de 2009.
- Una versión fue realizada por Luke Friend en The X Factor, en diciembre de 2013.
- Joy Electric realizó una versión synthpop del álbum Favorites at Play.
- Una versión fue realizada por Jeff Martin en su concierto en Dublín, también se lleva a Live in Dublin Álbum.
- Darren Criss, junto con los Warblers, versionó la canción en la serie de televisión Glee, en «Born This Way», el episodio 18 de la segunda temporada de la serie. Más tarde se incluyó en el recopilatorio Glee: The Music, Presents the Warblers.
- Una versión fue realizada por los 12 principales contendientes de la primera temporada de The Glee Project durante el final de temporada.
- Connie Lim grabó un video de ella cantando esta canción para la boda de su amiga.
- Max Schneider y Elizabeth Gillies.
- David Archuleta en el álbum Begin.
- Martin Urrutia, en la Gala 0 de Operación Triunfo 2023, versión recogida en el álbum recopilatorio Lo mejor de Martin Urrutia.